# 光华路 (北京)
39°54′43″N 116°26′54″E / 39.91206°N 116.44831°E
光华路位于北京市朝阳区，为一条东西向道路，1950年代末成路，路中段曾有光华染织厂，故名。光华路西起东二环外辅路，东至西大望路，为北京CBD内主要道路之一。光华路中间与东三环中路相交于光华桥，桥北设有北京地铁10号线金台夕照站。